# Itakayt
Itakayt là một công chúa, đồng thời là một vương hậu sống vào thời kỳ Vương triều thứ 12 trong lịch sử Ai Cập cổ đại. Bà mang danh hiệu "Con gái của Vua".

## Chôn cất
Itakayt được chôn cất trong một kim tự tháp nhỏ nằm trong khu phức hợp kim tự tháp Senusret III. Ngày nay kim tự tháp và nhà nguyện của nó đã bị hư hỏng, tàn tích còn sót lại là những viên gạch bùn có phủ vôi. Nhà nguyện từng được trang trí bằng những bức phù điêu, mà trên đó vẫn còn giữ lại tên của Itakayt. Phòng mộ của bà chỉ có một cỗ quách đá, một rương đựng 2 chiếc bình canopic.

## Chứng thực
Tên của Itakayt cũng được nhắc đến thông qua một cuộn giấy cói tại phức hợp kim tự tháp Senusret II. Cuộn giấy liệt kê danh sách các thành viên trong hoàng gia, nhưng không rõ thuộc về vị vua nào. Tên của Senusret II có vẻ thích hợp cho chỗ khuyết này vì cuộn giấy đó được tìm thấy tại lăng mộ của ông. Nếu vậy, Itakayt sẽ là con gái của Senusret II và là chị em, đồng thời là vợ của Senusret III.